# Caroline Lawrence
Caroline Lawrence és una escriptora estatunidenca nascuda a Anglaterra. Es va criar en l'estat de Califòrnia. Més tard es va traslladar Cambridge, Anglaterra. La seva principal sèrie de llibres són "Misteris romans".
Va obtenir una beca per estudiar Arqueologia a Cambridge. Després es va graduar en estudis hebreus i jueus a la Universitat de Londres.

## Misteris romans
- The Thieves of Ostia (2001)
- The Secrets of Vesuvius (2001)
- The Pirates of Pompeii (2002)
- The Assassins of Rome (2002)
- The Dolphins of Laurentum (2003)
- The Twelve Tasks of Flavia Gemina (2003)
- The Enemies of Jupiter (2003)
- The Gladiators from Capua (2004)
- The Colossus of Rhodes (2005)
- The Fugitive from Corinth (2005)
- The Sirens of Surrentum (2006)
- The Charioteer of Delphi (2006)
- The Slave-girl from Jerusalem (2007)
- The Beggar of Volubilis (2007)
- The Scribes from Alexandria (2008)
- The Prophet from Ephesus (2009)
- The Man from Pomegranate Street (2009)